# Hirundapus celebensis
El vencejo de Célebes o rabitojo sulawesi (Hirundapus celebensis), es una especie de ave apodiforme de la familia Apodidae. 
Su área de distribución abarca desde el noreste de las  Islas Célebes, las islas de Luzon en Filipinas, Mindoro, Marinduque, Catanduanes, Islas Calayan, Panay, Isla de Negros, Cebú, Leyte, Biliran, Mindanao y Basilan. Habita en el interior de los bosques y también en campo abierto, tanto en las tierras bajas, como en altitudes de hasta 2 000 m sobre el nivel del mar.
Es la especie de mayor tamaño de la familia Apodidae, llegando a alcanzar los 25 cm de longitud, 60  de envergadura y un peso de 180 gr. Su plumaje es de un color negro casi uniforme, con las plumas caudales de color blanco.

Son animales gregarios que suelen formar grupos de 20 individuos como mínimo y se alimentan de todo tipo de insectos voladores, incluso abejas.